# Albrecht Pfister

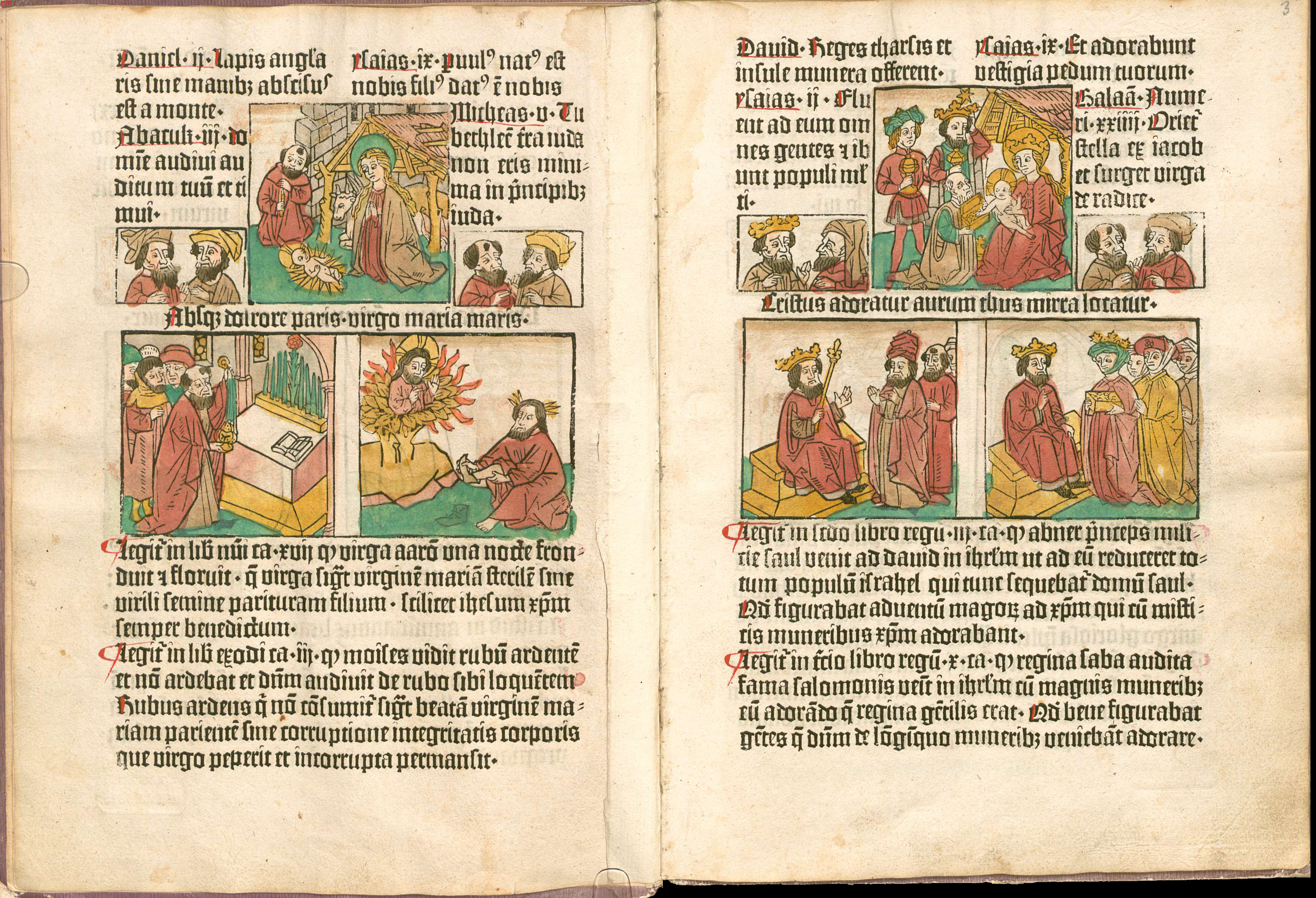
Uppslag ur Biblia Pauperum, tryckt av Albrecht Pfister 1462/1463.

Albrecht Pfister, född omkring 1420, död omkring 1470, var en tysk boktryckare.
Pfister var lärjunge till Johannes Gutenberg och uppsatte ett tryckeri i Bamberg på 1450-talet.